# James Batcheller Sumner
James Batcheller Sumner (Canton, Estados Unidos, 19 de noviembre de 1887 - Buffalo, 12 de agosto de 1955) fue un químico, bioquímico y profesor universitario estadounidense galardonado con el Premio Nobel de Química del año 1946.

## Biografía
Estudió química en la Universidad de Harvard, donde se licenció en 1910. Allí conoció a químicos importantes como Roger Adams, Farrington Daniels, Frank C. Whitmore, James Bryant Conant y Charles Loring Jackson. En 1912, fue a estudiar bioquímica en la Escuela de Medicina de Harvard donde se doctoró en 1914. Entonces comenzó a trabajar como asistente del profesor de bioquímica en el Weill Medical College de la Universidad de Cornell. Entre 1914 y 1929 fue profesor de bioquímica en Harvard, y entre 1929 y 1955 fue catedrático en la Universidad de Cornell.
Summer recibió un disparo de su compañero estando de caza a los 17 años y a consecuencia su brazo izquierdo tuvo que ser amputado debajo del codo.
Sumner falleció de cáncer el 12 de agosto de 1955 en su residencia de Buffalo, situada en el estado de Nueva York.

## Investigaciones científicas
Inició sus investigaciones en el aislamiento de las enzimas en su forma pura, un hecho que nunca se había podido conseguir, y que realizó durante sus estancias en Bruselas (1921 y 1922), Estocolmo (1929) y Upsala (1937-1938), en esta última ciudad sueca al lado del Premio Nobel Theodor Svedberg. Tras encontrarse con muchos fracasos, en 1926 consiguió aislar y cristalizar la enzima ureasa, obtenida a partir de frijoles.
Compartió el Premio Nobel de Química en 1946 con los químicos estadounidenses John Howard Northrop y Wendell Meredith Stanley.
| Predecesor: Artturi Ilmari Virtanen | Premio Nobel de Química 1946 | Sucesor: Robert Robinson |

- Datos: Q106756
- Multimedia: James Batcheller Sumner / Q106756